# آداموو، شهرستان ولشتین
آدامُوو (به لاتین: Adamowo) در لهستان است که در greater poland voivodeship واقع شده‌است.

## خصوصیات
اداموا ۸۸۵ نفر جمعیت دارد.